# Марисін (Гнезненський повіт)
Марисін (пол. Marysin) — село в Польщі, у гміні Неханово Гнезненського повіту Великопольського воєводства.
Населення — 197 осіб (2011).
У 1975-1998 роках село належало до Познанського воєводства.

## Демографія
Демографічна структура станом на 31 березня 2011 року:
|          | Загалом | Допрацездатний вік | Працездатний вік | Постпрацездатний вік |
| -------- | ------- | ------------------ | ---------------- | -------------------- |
| Чоловіки | 98      | 32                 | 62               | 4                    |
| Жінки    | 99      | 27                 | 60               | 12                   |
| Разом    | 197     | 59                 | 122              | 16                   |